# Obština Panagjurište
Obština Panagjurište (bulharsky Община Панагюрище) je bulharská jednotka územní samosprávy v Pazardžické oblasti. Leží ve středním Bulharsku ve Sredné goře. Správním střediskem je město Panagjurište, kromě něj obština zahrnuje 9 vesnic. Žije zde přes 23 tisíc stálých obyvatel.

## Sídla
| - Baňa - Băta - Elšica - Levski | - Oborište - Panagjurište (sídlo správy) - Panagjurski Kolonii - Poibrene | - Popinci - Srebrinovo |

## Sousední obštiny
| Růžice kompasu | Zlatica  | Čavdar Pirdop        | Koprivštica | Růžice kompasu |
| Růžice kompasu | Mirkovo  | Sever                | Strelča     | Růžice kompasu |
| Růžice kompasu | Mirkovo  | Obština Panagjurište | Strelča     | Růžice kompasu |
| Růžice kompasu | Mirkovo  | Jih                  | Strelča     | Růžice kompasu |
| Růžice kompasu | Ichtiman | Lesičovo             | Pazardžik   | Růžice kompasu |

## Obyvatelstvo
V obštině žije 23 353 stálých obyvatel a včetně přechodně hlášených obyvatel 26 434. Podle sčítáni 1. února 2011 bylo národnostní složení následující:
- Bulhaři: 23 027 (97.6 %)
- Romové: 232 (1.0 %)
- Turci: 11 (0.0 %)
- ostatní: 315 (1.3 %)